# Club Atlético Huracán (Córdoba)
El Club Atlético Huracán, fundado el 20 de noviembre de 1920, es una entidad deportiva situada en la ciudad de Córdoba (Argentina). 
Su principal actividad es el fútbol masculino.

## Historia
A fines de 1920 se fundó el Club Atlético Huracán en el barrio Providencia. En la primera asamblea se eligió al primer presidente: Don Luis Rivero y los colores amarillo y verde a bastones verticales para la casaca de la institución. Ya con la conducción de Juan Olave, Huracán se afilió a la Liga Cordobesa de Fútbol.
Entrados los años 30 inauguró su cancha iluminada, el primero en Córdoba, de allí que luego se adjudicaría el apodo de Luminoso. Este hecho se produjo gracias al apoyo de la Cervecería Río Segundo.
En 1935 fue despojado de sus terrenos para finalmente, en 1951, recalar en el predio actual de barrio La France. Oficialmente, en este estadio debutó en Primera División de la LCF el 13 de agosto de 1961 frente al Club Sportivo Belgrano (San Francisco).
En 1982, se fusionó con Argentino Peñarol para formar la Alianza San Martín pero diferencias entre dirigentes disolvieron la misma un año después.
En 1993, los Luminosos logran su primer título en la Primera de la LCF. En la temporada 1995-96 y 2000-01 participó en el Torneo Argentino B. En 2016 ganaron su segundo título, el apertura de la Liga Cordobesa de Fútbol, y clasificó a un cuadrangular por el ascenso al torneo Federal C. Finalmente, fue vencido por Atlético Carlos Paz en semifinales y por Brown de Malagueño en el partido por el tercer puesto, dejando a Huracán sin chances de clasificar al Federal C 2017.
En el año 2017 queda 4º en el torneo clasificatorio,en los primeros puestos quedaron Instituto de Córdoba, Belgrano de Córdoba y Racing de Córdoba, equipos los cuales tienen la imposibilidad de ascender, por lo tanto el equipo Luminoso logró el cupo al Torneo Federal C

## Rivalidades
El clásico del conjunto luminoso es el Club Atlético Argentino Peñarol.
Sin embargo, el historial de 191 partidos oficiales lo domina ampliamente el luminoso: huracan ganó 87 (329 goles a favor), el peña se impuso en 48 (231 GF) e igualaron en 55 ocasiones.

## Palmarés

### Torneos Locales
- Primera División de la Liga Cordobesa (2): Anual 1993 , Apertura 2016